# Казапинта
Казапинта (итал. Casapinta) — коммуна в Италии, располагается в регионе Пьемонт, в провинции Биелла.
Население составляет 448 человек (2008 г.), плотность населения составляет 224 чел./км². Занимает площадь 2 км². Почтовый индекс — 13060. Телефонный код — 015.
Покровителем коммуны почитается священномученик Лаврентий, празднование 10 августа. В его честь освящена приходская церковь.

## Демография
Динамика населения:

## Администрация коммуны
- Официальный сайт: http://www.comunecasapinta.it/